# Hyliota flavigaster
Hyliota flavigaster е вид птица от семейство Hyliotidae.

## Разпространение
Видът е разпространен в Ангола, Буркина Фасо, Бурунди, Габон, Гамбия, Гана, Гвинея, Гвинея-Бисау, Етиопия, Замбия, Камерун, Република Конго, Демократична република Конго, Кот д'Ивоар, Кения, Малави, Мали, Мозамбик, Нигерия, Руанда, Сенегал, Сиера Леоне, Судан, Танзания, Того, Уганда, Централноафриканската република и Южен Судан.